# Pobřeží slonoviny
Pobřeží slonoviny, plným názvem Republika Pobřeží slonoviny (francouzsky République de Côte d'Ivoire), je stát v západní Africe. Jeho sousedy jsou Burkina Faso, Ghana, Guinea, Libérie a Mali. Leží na pobřeží Guinejského zálivu.

## Název
V říjnu 1985 vláda požádala, aby země byla označována jako Côte d'Ivoire ve všech jazycích. Podle místního zákona nesmí být název země překládán z francouzštiny. Tento zákon, udržující jméno z dob francouzské koloniální říše, prosadil tehdejší prezident Félix Houphouët-Boigny v rozporu se snahami jiných afrických států, které se po získání nezávislosti snažily zbavit se koloniálního dědictví i tím, že často hledaly své názvy ve vlastní minulosti.
Jméno země registrované u OSN a přejaté do normy ISO 3166 je Côte d'Ivoire. Na diplomatické úrovni se zpravidla užívá názvu originálního, nicméně v běžném jazyce se ve světě běžně používá překlad názvu. Různé noviny anglických zemí používají anglický výraz Ivory Coast. Oproti tomu originální název používají například Encyclopædia Britannica nebo ekonomický magazín The Economist.
V českých verzích smluv Evropského společenství s touto republikou překlad názvu země kolísá mezi oběma variantami. Ministerstvo zahraničních věcí ČR a číselník zemí ČSÚ uvádějí krátký název Pobřeží slonoviny a dlouhý název Republika Pobřeží slonoviny. Encyklopedie Státy a jejich představitelé a Státy a území světa používají názvu originálního. Lze konstatovat, že v českém jazyce dosud převládá název původní, přeložený.

## Historie
O historii území před rokem 1460, kdy sem dorazili Evropané (Portugalci), není příliš informací. Země příliš netrpěla obchodem s otroky, na rozdíl od sousední Ghany. Pobřeží země kontrolovali Francouzi, do vnitrozemí začali pronikat až v druhé polovině 19. století. Kompletně kontrolovat se jim ho dařilo až na přelomu století. Francouzi se zaměřili hlavně na pěstovaní exportních plodin. Na pobřeží vysázeli plantáže kávovníků, kakaovníků a palem olejných. Do země přicházelo mnoho osadníků z Francie i jiných evropských států.

### Získání nezávislosti

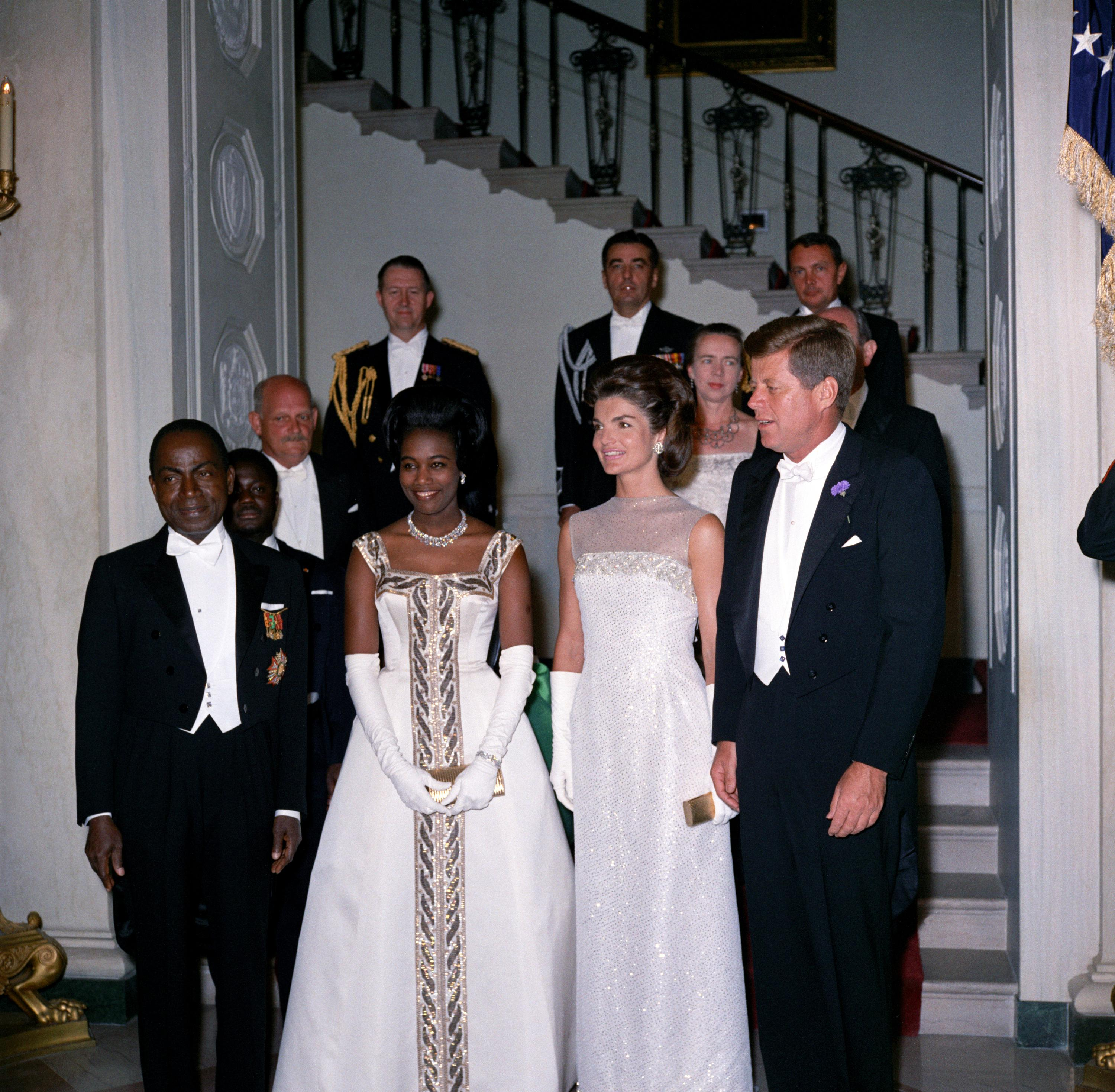
Prezident Félix Houphouët-Boigny a první dáma Marie-Thérèse Houphouët-Boigny v Bílém domě s prezidentem Kennedym a první dámou Jacqueline Kennedyovou v roce 1962.

Získání nezávislosti na Francii v roce 1960 je spojeno se jménem Félix Houphouët-Boigny. Stal se prvním prezidentem a zdědil zemi prosperující, podílející se 40 % na vývozu zemí západní Afriky. Rozvoj země pokračoval, produkce kávy vzrostla tak, že se země stala třetím největším producentem na světě (za Brazílií a Kolumbií). V produkci kakaa dokonce v roce 1979 země dosáhla světového prvenství. Za úspěchem stálo určitě i nezpřetrhání pout se svou bývalou koloniální velmocí Francií (na rozdíl od jiných afrických zemí). V zemi působili francouzští inženýři, učitelé, poradci. Počet Francouzů v zemi vzrostl až na 50 000 (z 10 000). Po dvacet let rostlo hospodářství pravidelně o 10 % ročně, což bylo nejvíc v Africe (mimo zemí vyvážejících ropu).
Felixovi Houphouët-Boigny se podařilo zemí sjednotit i národnostně, a to zavedením ivorianské národnosti, zastřešující jednotlivé kmeny. Politicky prezident vládl tvrdou rukou. Svobodný tisk neexistoval, povolena byla jen jedna politická strana. Prezident během své dlouhé vlády také utratil mnoho peněz na své velikášské projekty, hlavně na přeměnu své rodné vesnice s několika sty obyvateli v nové hlavní město Yamoussoukro. Zde mimo jiné nechal vystavět největší křesťanskou katedrálu na světě, srovnatelnou jen s bazilikou sv. Petra ve Vatikánu. Začátkem 80. let začala hospodářská krize, ceny komodit klesaly a zahraniční dluh začal stoupat. Kriminalita a korupce nabíraly na síle. Hospodářský zázrak skončil.
Pobřeží slonoviny se vyznačovalo dobrými vztahy mezi kmeny i dvěma hlavními náboženskými skupinami, křesťany a muslimy. Do země směřovala řada přistěhovalců z okolních chudších států. Jejich podíl na celkové populaci v 90. letech činil podle odhadů asi jednu třetinu. Ekonomická krize 80. a 90. let ovšem vyhrotila spory na náboženské linii i mezi původním obyvatelstvem a imigranty. V roce 1999 proběhl první státní převrat v historii země, po kterém se sice podařilo uspořádat svobodné volby, ale roztržku mezi muslimským severem a křesťanským jihem se už nepodařilo odvrátit.

### Po roce 2000

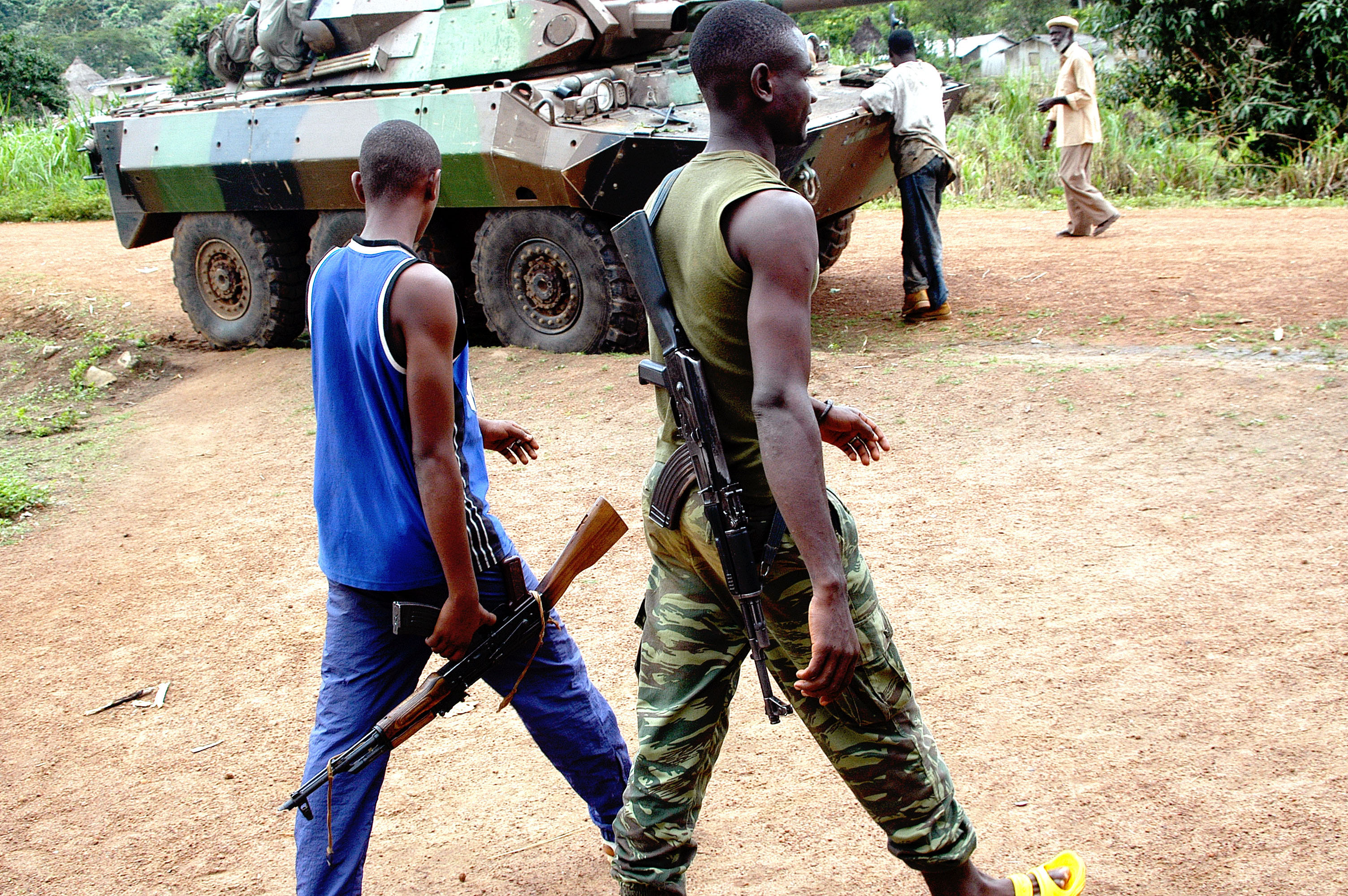
Ozbrojení povstalci poblíž vozidla francouzské cizinecké legie

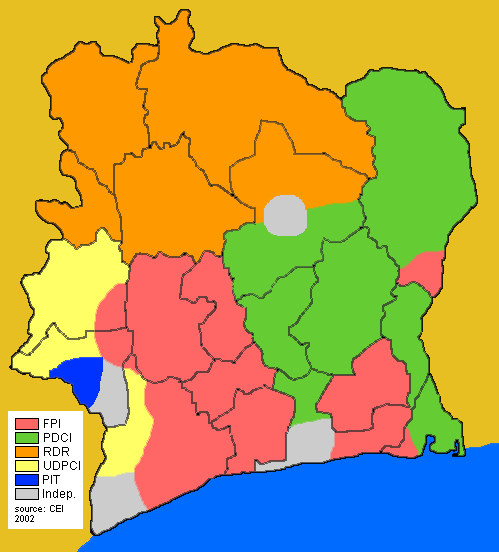
Volební výsledky v roce 2002

19. září 2002 se naplno rozhořel konflikt mezi vládními silami pod vedením prezidenta Laurenta Gbagba a třemi povstaleckými frakcemi – Vlasteneckým hnutím Pobřeží slonoviny (MPCI), Lidovým hnutím Grand Ouest (MPIGO) a Hnutím za spravedlnost a mír (MJP). Posledně jmenovaná nepočetná frakce, operující v západní části země, se podobá Kamajorům operujícím v Sierra Leone. Povstalci MJP a MPIGO, působící v západní části země, patrně byli podporováni ze strany RUF a Libérie, jejíž bojovníci na západě Pobřeží slonoviny též působí. Obdobně je podezřívána Burkina Faso, že podporuje MPCI. Ghana a Angola naopak do země vyslaly vojáky na pomoc vládním vojskům. Stejně jako při řešení konfliktu v Sieře Leone a Libérii byly mírové rozhovory často přerušovány a dohodnutá příměří porušována.
Od roku 2003 v zemi působí francouzský kontingent dnes čítající přibližně 2 500 osob (bez mandátu OSN) a brzy se stal třetí stranou konfliktu. Stejně jako britské jednotky v Sierra Leone nejprve sloužil k ochraně a následné evakuaci francouzských státních příslušníků. Přes některé protesty a nařčení ze vstupování do konfliktu (po smrti devíti a zranění dalších 40 Francouzů během útoku vládních stíhaček proti povstaleckým silám 6. listopadu 2004, nařídil president Chirac odvetu, při níž bylo prakticky zničeno letectvo Pobřeží slonoviny + během následných protestů proti francouzské akci zahraniční vojáci zabili a zranili v Abidjanu desítky civilistů) v zemi zůstal a hraje významnou roli při ochraně nárazníkového pásma oddělujícího obě strany konfliktu.
V roce 2003 byla na Pobřeží slonoviny vyslána politická mise OSN (MINUCI), která měla dohlížet na dodržování dohody z ledna toho roku (tzv. Dohoda Linas-Marcoussis podepsaná v Paříži). 27. února 2004 byla rezolucí 1528 s odvoláním na hlavu VII Charty OSN a stav ohrožující mezinárodní mír a bezpečnost vytvořena mise UNOCI, která MINUCI nahradila. Podle rezoluce 1528 do mandátu mise spadá:
- dohled nad příměřím a sledování pohybu ozbrojených jednotek,
- odzbrojení, demobilizace, znovuzačlenění, repatriace a znovuosídlení,
- ochrana pracovníků OSN, institucí i jednotlivců,
- podpora humanitární pomoci,
- podpora uskutečnění mírového procesu,
- podpora v oblasti lidských práv,
- informování veřejnosti a
- podpora práva a pořádku.

Role ECOWAS byla v tomto konfliktu nižší. Jednotlivé členské státy ECOWAS se sice v konfliktu různými formami angažovaly, například nabídnutím dobrých služeb a zprostředkování, vlastní vojenská mise však zahájena nebyla, poněvadž nedošlo ke konsensu v otázce, která země by měla danou misi vést.

### Prezidentské volby a nepokoje 2011

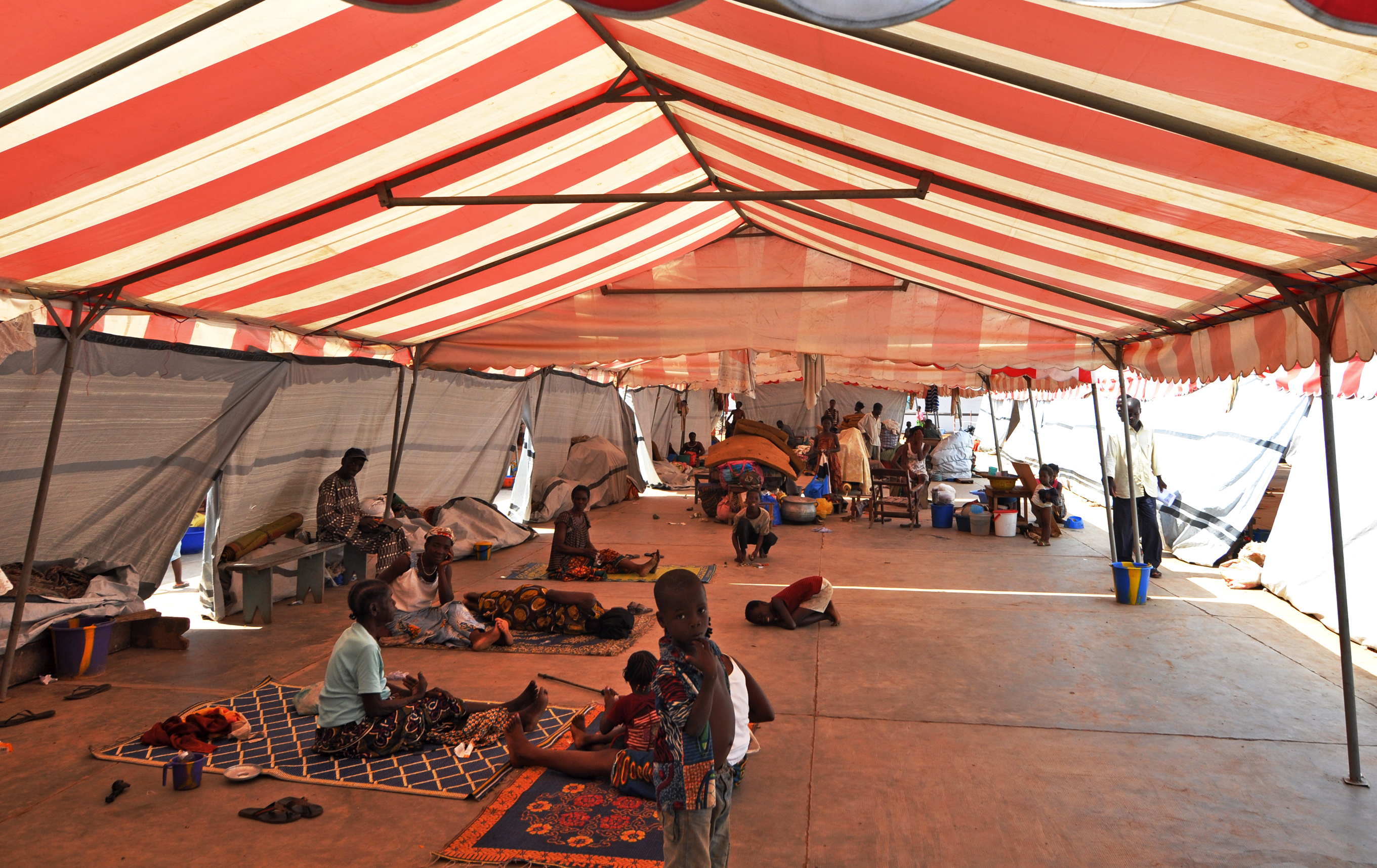
Stany pro lidi bez domova v roce 2011 během války

Na podzim 2010 proběhly prezidentské volby, které skončily vítězstvím Alassane Ouattary. Avšak dosavadní hlava státu Laurent Gbagbo odmítl uznat prohru a ústavní soud druhý den po vyhlášení výsledků tyto změnil v jeho prospěch. Ouattara byl uznán mezinárodním společenstvím v čele s OSN právoplatným vítězem voleb a tudíž i novou hlavou státu. Došlo ke střetům mezi zastánci obou politiků. Rada bezpečnosti OSN schválila 30. března 2011 rezoluci, která zavádí sankce proti Gbagbovi. Toho dne obsadily síly prezidenta Ouattary hlavní město Yamoussoukro. 31. března 2011 pronikly do významného přístavního města San Pedro na jihozápadě země a vstoupily také na předměstí Abidžanu a oblehly Gbagbu v jeho prezidentském paláci. Dne 10. dubna byl zajat francouzskými speciálními silami, které se vložily do situace kvůli údajnému ohrožení civilistů ze strany Gbagbových vojáků. Bývalý prezident byl následně předán do rukou vojáků Alassana Ouattary.
Podle odhadů za čtyři měsíce trvající povolební krize přišlo o život nejméně 472 lidí a téměř milion obyvatel musel opustit své domovy.
V roce 2016 byla přijata nová ústava a začalo období nazývané „třetí republika“.

## Státní symboly

### Vlajka
Vlajka Pobřeží slonoviny je tvořena listem o poměru stran 2:3 se třemi svislými pruhy v barvách oranžové, bílé a zeleno-tyrkysové.

## Geografie

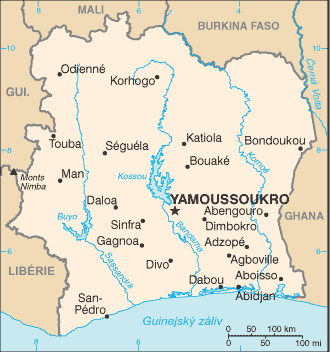
Mapa Pobřeží slonoviny

Od rovného pobřeží s lagunami a rozsáhlejší nížiny na jihovýchodě se terén mírně zvedá směrem k severu. Jižní třetinu země pokrýval tropický les, který byl z velké části vykácen pro plantáže. V lesích se těží cenné tropické dřevo. Řídce osídlenou severní plošinu pokrývá travnatá savana. Do západní části zasahují výběžky Guinejské vysočiny s nejvyšším bodem Mont Richard-Molard (též Mont Nimba) v trojmezním masivu Nimba na hranicích s Guineou a Libérií. Územím od severu k jihu protékají 4 větší řeky: Cavally, Sassandra, Bandami a Komoé.
Typickou faunou jsou četné opice, sloni, trpasličí hroši. V zemi je osm národních parků, největší z nich je Comoé, který je chráněn UNESCO.

## Politika

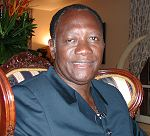
Alassane Ouattara, prezident od roku 2010

Oficiálním hlavním městem je od roku 1983 Yamoussoukro, přesto Abidžan zůstává administrativním centrem a většina zemí tam má i své ambasády. Obyvatelstvo trpí probíhající občanskou válkou, znovu se objevuje zneužívání dětské práce na plantážích.
Od 19. září 2002 probíhá občanská válka (viz sekce historie), rebelové drží severní část země. V září 2005 se měly konat nové prezidentské volby, byly však odloženy.
Prezidentské volby se konaly na podzim 2010 a byl zvolen Alassane Ouattara, který byl uznán i OSN. Pozici obhájil i ve volbách v letech 2015 a 2020. Poslední volby však opozice bojkotovala, protože podle ní neměl Ouattara právo na třetí funkční období. Koalice Rassemblement des houphouëtistes pour la démocratie et la paix podporující prezidenta si také udržuje většinu v parlamentu, ve volbách v roce 2021 získala 137 z 255 křesel.

### Administrativní dělení
Pobřeží slonoviny sestává ze 14 distriktů (z nichž dva – města Yamoussoukro a Abidžan – mají postavení autonomního distriktu). Distrikty se dále dělí do 31 regionů, ty pak do 108 departementů (stav v prosinci 2015).

## Ekonomika

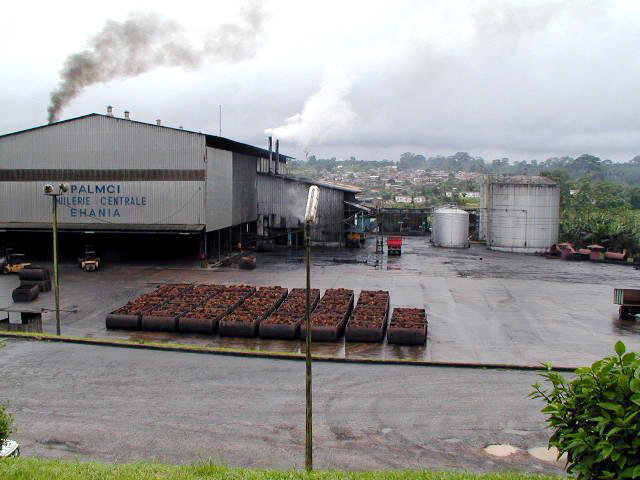
Výroba palmového oleje

V zemědělství pracuje více než polovina pracovních sil. Hlavními vývozními plodinami jsou kakao, káva, palmový olej. Pro domácí spotřebu se pěstují jamy, cukrová třtina, kasava, rýže, banány, kukuřice a kokosová palma. Velmi významná je těžba dřeva a rozvíjí se i rybolov. Z nerostných zdrojů se těží diamanty, z pobřežního šelfu ropa a zemní plyn. Existují zásoby rud železa, mědi, niklu, kobaltu, uranu a bauxitu.
Průmysl zastupují závody na zpracování zemědělské produkce, výrobu ropných produktů, cementu, textilií a umělých vláken. Pobřeží slonoviny je významným vývozcem elektrické energie, má hydroelektrárny Soubré a Taabo a tepelné elektrárny Azito a Atinkou, elektrárna Aboisso je založena na spalování biomasy a ve výstavbě je solární elektrárna v Boundiali u severních hranic.
Ekonomika Pobřeží slonoviny patří k nejrychleji rostoucím na světě, v letech 2012 až 2021 se hrubý domácí produkt zvedal o zhruba sedm procent ročně.

## Obyvatelstvo

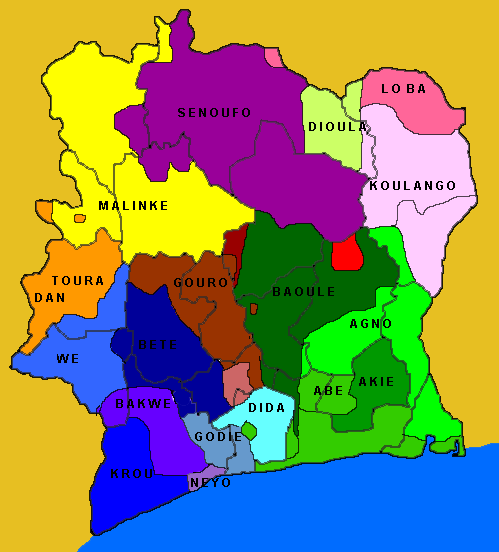
Etnické složení země

Obyvatelstvo Pobřeží slonoviny se dělí do několika etnických skupin, které podle odhadů mluví 65 jazyky. Oficiálním jazykem země je francouzština, která je vyučována na školách a slouží jako lingua franca. Místní populace se na základě náboženského klíče dělí na tři skupiny. A to konkrétně muslimskou žijící převážně na severu země. Křesťanskou převážně katolickou obývající jih země. Dalšími skupinami jsou animisté a ateisté. Pobřeží slonoviny se stalo jedním z nejúspěšnější západní Afriky kolem 20 % populace tvoří imigranti z Libérie, Burkiny Faso a Guineje.
Neafričané tvoří 4 % populace, nejvíce z nich jsou Francouzi, Libanonci, Vietnamci a Španělé, stejně jako protestantští misionáři ze Spojených států a Kanady. V listopadu 2004 bylo 10 000 francouzských a dalších cizích občanů evakuováno kvůli útokům provládní milice.

### Města

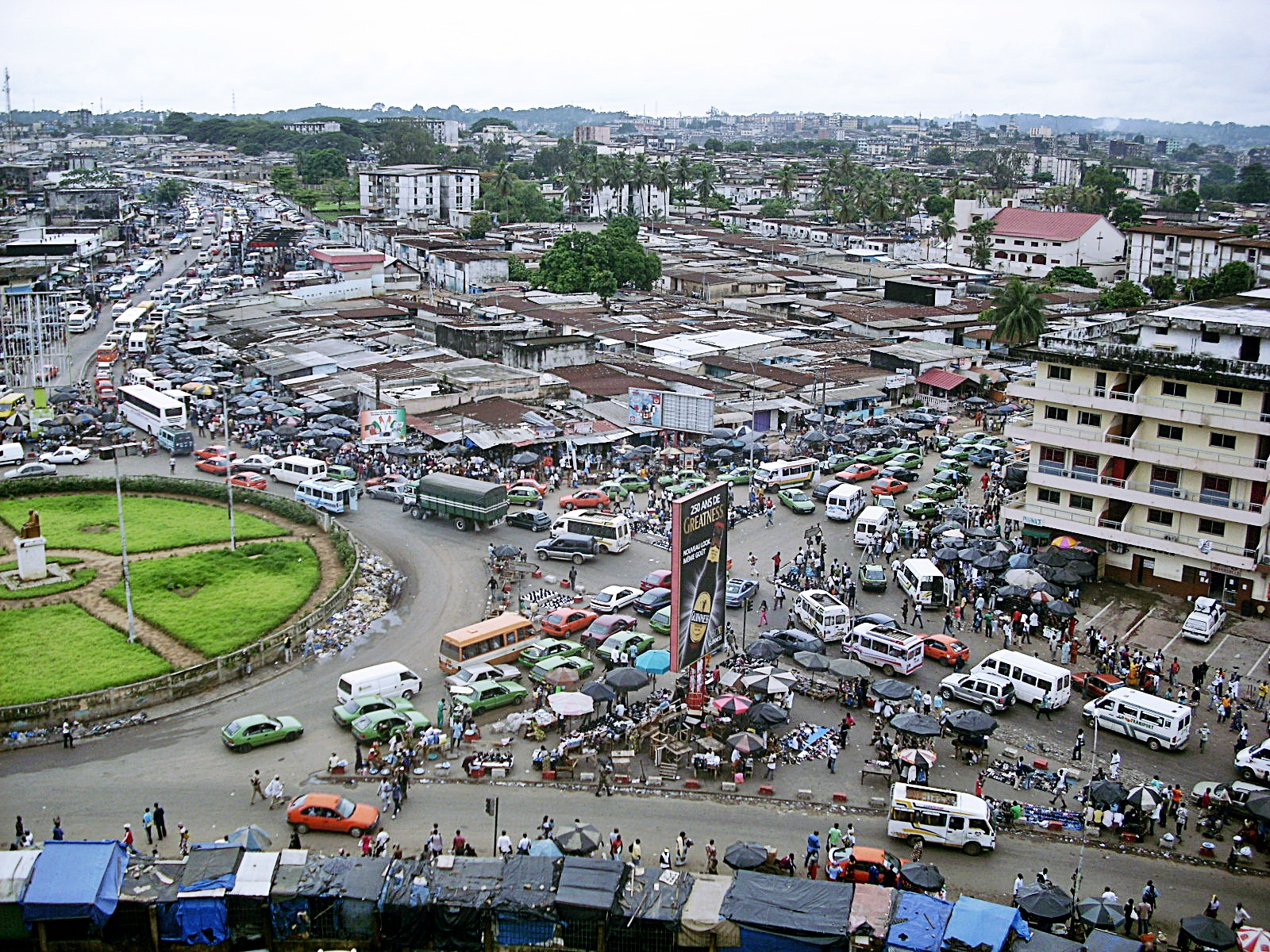
Abidžan

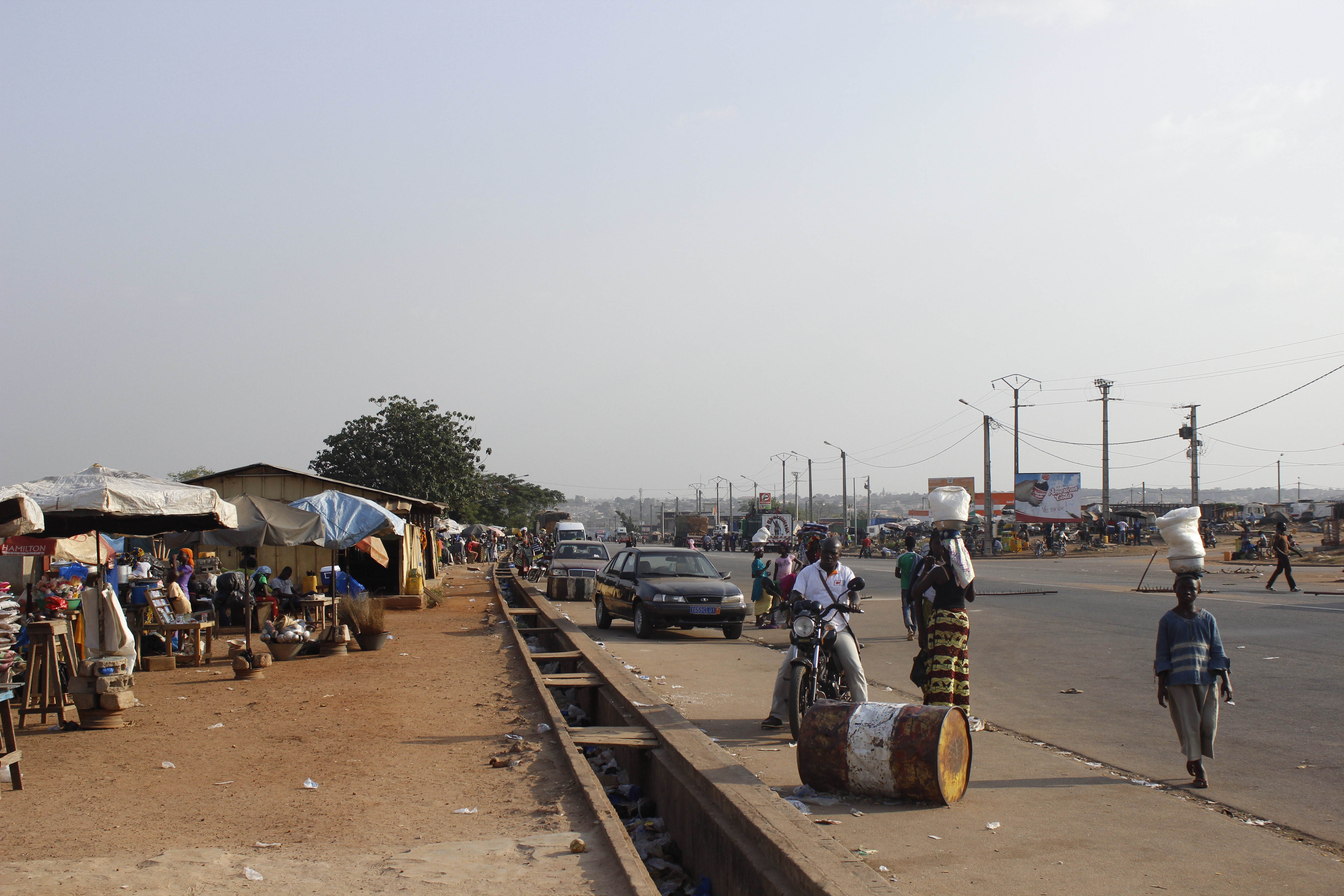
Bouaké

Největšími městy jsou:
- Abidžan
- Bouaké
- Yamoussoukro
- Daloa
- Korhogo
- San-Pédro
- Man
- Gagnoa

### Dětská práce na kakaových plantážích
Z oblasti západní Afriky pochází 70 % světové produkce kakaa. Více než 1,5 miliónu rodinných hospodářství ve státech Ghana, Pobřeží slonoviny, Kamerun a Nigérie je životně závislých na pěstování kakaovníků. Pěstování kakaa ale není lukrativní, rolníci žijí v bídě a najímají si nejlevnější pracovní sílu, často děti, některé jsou k nim unášeny z okolních států, dle vyšetřování Interpolu z roku 2009 především z Mali a z Burkina Faso. Děti jsou nuceny pracovat dlouhé hodiny, přicházejí do kontaktu s pesticidy, denně zacházejí s mačetami, nosí těžké náklady.
Dle výzkumu Payson Centra při Tulane University z roku 2009 bylo za poslední rok nuceno pracovat 15 procent dětí, polovina pracovníků na plantážích byly děti a za poslední rok se jich polovina při práci zranila. Dle Amerického ministerstva práce ve státě Pobřeží slonoviny pracuje téměř 40 % dětí ve věku 5–14 let, více než 109 000 z nich zaujímá v kakaovém průmyslu nejhorší formy dětské práce a přibližně 10 000 z nich jsou oběťmi únosů a zotročování.
V Evropě a USA se šíří kampaně mířící na velké zpracovatele kakaa (Nestlé, Kraft Foods, Hershey), aby pro své výrobky nevyužívaly kakao, na kterém se podílela dětská práce, a vyžadovaly výrobky fair trade.

## Kultura
Průkopníkem místní literatury byl Bernard Dadié, jehož báseň byla použita ve filmu Amistad. Ahmadou Kourouma získal Renaudotovu cenu za román Alláh není povinen, popisující zneužívání dětí v afrických ozbrojených konfliktech. V zahraničí se prosadili také Véronique Tadjová, Josué Gébo a autorka grafických románů Marguerite Abouetová. Rodákem z Pobřeží slonoviny je malíř Gilbert G. Groud, žijící od vypuknutí občanské války ve Švýcarsku. Představiteli filmové produkce jsou režiséři Desiré Ecaré a Marie-Louise Asseuová.
Na Pobřeží slonoviny vznikl styl taneční hudby zouglou. Populárními interprety jsou Alpha Blondy, Tiken Jah Fakoly a Dobet Gnahoréová. Tanec kmene Gurů zvaný zaouli byl zařazen na seznam světového dědictví, stejně jako historické centrum města Grand Bassam.
Gramotnost dospělých dosahuje 89,9 % a patří k nejvyšším v Africe. V zemi jsou tři univerzity, nejstarší v Abidžanu byla založena roku 1964. 

## Sport
Pobřeží slonoviny startuje na olympijských hrách od roku 1964. Získalo čtyři medaile: v roce 1984 byl druhý v běhu na 400 metrů Gabriel Tiacoh, v roce 2016 zvítězil v taekwondu Cheick Sallah Cissé, dvě bronzové vybojovala taekwondistka Ruth Gbagbiová.
Sportem číslo jedna je v zemi fotbal. Fotbalová reprezentace Pobřeží slonoviny startovala třikrát na mistrovství světa (2006, 2010 a 2014) a v letech 1992, 2015 a 2024 vyhrála africký šampionát. Klub ASEC Mimosas vyhrál Ligu mistrů CAF v roce 1998. Cenu pro nejlepšího afrického fotbalistu získal v letech 2006 a 2009 Didier Drogba a v letech 2011 až 2014 čtyřikrát po sobě Yaya Touré.
Ke kontinentální špičce patří také basketbalisté, kteří čtyřikrát postoupili na světový šampionát, a ragbisté, účastníci MS 1995. Sprinterka Murielle Ahouréová se stala v roce 2018 halovou mistryní světa. Abidžan hostil v roce 2017 Frankofonní hry. Na Pobřeží slonoviny se také koná automobilový závod Rallye Bandama.